# Frederick Milton
Frederick George Matt (Freddie) Milton (Londen, 21 oktober 1906 – Cirencester, augustus 1991) was een Brits waterpolospeler.
Frederick Milton nam als waterpoloër eenmaal deel aan de Olympische Spelen; in 1936. In 1936 maakte hij deel uit van het Britse team dat achtste werd. Hij speelde vier wedstrijden.
Leslie Ablett · 
Ernest Blake · 
David Grogan · 
William Martin · 
David McGregor · 
Frederick Milton · 
Robert Mitchell · 
Alfred North (G) ·
Leslie Palmer · 
Reginald Sutton · 
Edward Temme